# Doliops curculionoides
Doliops curculionoides is een keversoort uit de familie van de boktorren (Cerambycidae). De wetenschappelijke naam van de soort werd in 1841 gepubliceerd door George Robert Waterhouse.